# Chrysanthrax scitulus
Chrysanthrax scitulus är en tvåvingeart som först beskrevs av Daniel William Coquillett 1887.  Chrysanthrax scitulus ingår i släktet Chrysanthrax och familjen svävflugor.
Artens utbredningsområde är Kalifornien. Inga underarter finns listade i Catalogue of Life.